# AIDS Wolf
AIDS Wolf est un groupe de noise rock canadien originaire de Montréal. Ils ont débuté chez Pasalymany tapes mais sont actuellement signés chez Skin Graft Records et Lovepump United. Citant Captain Beefheart, ils comparent leur son à quelque chose comme "une pieuvre mangeant de la bouillie dans un sac de polyéthylène" (a squid eating dough in a polyethylene bag). Le groupe a eu plusieurs guitaristes. La démo Live Deth autoproduite réalisée par Kitty Play doit la guitare à Nick Kuepfer. Chris Taylor, qui est apparu sur de nombreuses productions a depuis quitté le groupe.

## Nom
Selon le chanteur Special Deluxe, le nom de "AIDS Wolf" provient d'une légende urbaine qui prétend que les loups (wolf en anglais) portent le SIDA (AIDS en anglais) et le transmettent aux animaux de compagnie, qui le transmettent eux-mêmes aux humains.

« We didn’t come up with AIDS Wolf as a concept. The idea has been floating around in the public psyche for a while. In urban legend, wolves transmit AIDS instead of rabies; in depressing college towns, street gangs spray-paint ‘AIDS Wolf’ on the side of buildings. »

Le groupe a toutefois donné d'autres versions sur l'interprétation de leur nom :

« My partner and I were on a road trip in Ohio, and it just came to us. It was a universal message. It's a combination of our spirit peers in An Albatross (animal) and The Sick Lipstick (R.I.P.) (illness). It fits, because we're a little bit no–wave and a little bit hardcore, like each of those bands. It's also a message that we as humans must take care for our animal siblings as their health is a barometer of our own survival. »

## Discographie
- Freedom Summer cassette, édition limitée de 250 exemplaires (2005) Pasalymany Tapes
- Live Deth 3" CD édition limitée de 250 exemplaires (2005)) coproduit par le groupe et Kitty Play Records
- AIDS Wolf/The Fugue 7" split (2005) Blood of the Drash Records
- The Lovvers LP (2006) Skingraft Records (vinyle) & Lovepump United Records  (CD)
- AIDS Wolf/Dmonstrations/PRE/Crack und Ultra Eczema 2 x 7" 4-way split (LPU 7" Series vol. 1) (2006) Lovepump United Records
- Clash of the Life-Force Warriors AIDS wolf vs. Athletic Automaton collaborative CD/LP (2007) Skingraft Records (LP/CD)
- AIDS Wolf/Pre Live Dates 7" split (2007) Skin Graft Records

## Source/Référence
- (en) Cet article est partiellement ou en totalité issu de l’article de Wikipédia en anglais intitulé « AIDS Wolf » (voir la liste des auteurs).

1. ↑  Black Label Society - Shot To Hell - Album Review
2. ↑  DISCORDER AIDS Wolf & Seripop October 2005